# 아담 나바우카
아담 나바우카(폴란드어: Adam Nawałka, 1957년 10월 23일~)는 폴란드의 축구 선수, 감독이다. 선수 시절 폴란드 축구 국가대표팀 소속으로 1978년 FIFA 월드컵에 출전한 바 있으며, 감독으로 전향 후 비스와 크라쿠프, 자그웽비에 루빈, 구르니크 자브제, 폴란드 축구 국가대표팀 등 폴란드의 명문 팀을 맡은 뒤 최근까지 레흐 포즈난의 지휘봉을 잡고 있었다.